# Werckmeister Harmóniák
Las armonías de Werckmeister (en húngaro: Werckmeister Harmóniák) es una película dramática y de misterio húngara dirigida por Béla Tarr y Ágnes Hranitzky del año 2000, basada en la novela de 1989 La melancolía de la resistencia de László Krasznahorkai. Filmada en blanco y negro y compuesta por treinta y nueve tomas de ritmo lánguido, la película muestra a János y su amigo mayor György durante la era comunista húngara. También muestra su viaje entre los ciudadanos indefensos mientras un circo oscuro llega a la ciudad lanzando un eclipse sobre sus vidas.
El título hace referencia al teórico musical barroco Andreas Werckmeister. György Eszter, uno de los personajes principales de la película, presenta un monólogo que propone una teoría según la cual los principios armónicos de Werckmeister son responsables de los problemas estéticos y filosóficos en toda la música desde entonces, y deben deshacerse con una nueva teoría de afinación y armonía.
Las armonías de Werckmeister recibió la aclamación universal de la crítica de cine y, a menudo, figura entre las principales obras cinematográficas del siglo XXI. En una encuesta realizada por la BBC en 2016, la película fue catalogada como una de las 100 mejores películas desde 2000 (56.ª posición).

## Reparto
- Lars Rudolph como János Valuska.
- Peter Fitz como György Eszter.
- Hanna Schygulla como Tünde Eszter.
- János Derzsi como hombre del abrigo de tela ancha.
- Đoko Rosić como hombre con botas del Oeste.
- Tamás Wichmann como vendedor de entradas.
- Ferenc Kállai como director.

## Acogida de la crítica
Las armonías de Werckmeister fue estrenada con la aclamación universal de la crítica. En Metacritic, la película recibió un puntaje promedio ponderado de 92/100, lo que se traduce, según el sistema de calificación de la web, como "aclamación universal". Basado en 39 comentarios, Rotten Tomatoes reporta un índice de aprobación del 97%, con un puntaje promedio de 8.5/10.
Lawrence van Gelder de The New York Times calificó la película como "esquiva" y argumentó que "atrae a los espectadores que se quejan de la vapidez de la creación de películas de Hollywood y anhelan una película para reflexionar y debatir". David Sterritt, que escribió para The Christian Science Monitor, le otorgó cuatro estrellas completas, señalando que "Tarr quiere despertar la imaginación y despertar la conciencia de su público en lugar de distraernos con entretenimiento fácil".
En The Guardian, Richard Williams comparó a Tarr con los mejores directores y percibió a Las armonías de Werckmeister como "una visión sombría del caos y el capitalismo". El crítico de cine Roger Ebert describió la película como "única y original", y escribió que "se parece tanto al cine como a las obras de Frederick Wiseman". Ebert agrególa película a su colección Las grandes películas en 2007.
En la decenal encuesta Sight & Sound del British Film Institute, diez críticos y cinco directores votaron a Las armonías de Werckmeister como una de las diez mejores obras de cine jamás realizadas: la colocó en el puesto 171 en la encuesta de los críticos y 132 en la encuesta de los directores. Según They Shoot Pictures, Don't They, un sitio web que calcula estadísticamente las películas más bien recibidas, es la 11.ª película más aclamada desde 2000.